# Hứa Dục Tu
Hứa Dục Tu (tiếng Trung: 許育修; sinh ngày 2 tháng 4 năm 1999) là tay vợt quần vợt trẻ người Đài Loan.
Hứa Dục Tu có được thứ hạng ATP đơn cao nhất là 1032 đạt được vào ngày 22 tháng 5 năm 2017. Anh ta cũng đạt được thứ hạng đôi tốt nhất là vị trí 1029 vào ngày 10 tháng 10 năm 2016.
Ở giải trẻ anh có được vị trí cao nhất trong sự nghiệp là số 9 đạt được vào ngày 16 tháng 1 năm 2017. Hsu giành chức vô địch để giành danh hiệu vô địch đôi nam trẻ Úc Mở rộng 2017 cùng Triệu Linh Hy.

## Chung kết Grand Slam trẻ

### Đôi: 3 (3 danh hiệu)
| Kết quả | Năm  | Giải đấu                 | Mặt sân | Đồng đội      | Đối thủ                         | Tỷ số                  |
| ------- | ---- | ------------------------ | ------- | ------------- | ------------------------------- | ---------------------- |
| Vô địch | 2017 | Giải quần vợt Úc Mở rộng | Cứng    | Triệu Linh Hy | Finn Reynolds Duarte Vale       | 6–7(8–10), 6–4, [10–5] |
| Cỏ      | 2017 | Wimbledon Championships  | Cỏ      | Axel Geller   | Jurij Rodionov Michael Vrbenský | 6–4, 6–4               |
| Vô địch | 2017 | US Open                  | Cứng    | Ngô Dịch Bính | Toru Horie Yuta Shimizu         | 6–4, 5–7, [11–9]       |